# Newark Castle (St Monans)
Newark Castle, auch Inverie Castle oder St Monance Castle, ist die Ruine einer Spornburg auf einer Landspitze etwa 1 km westlich des Dorfes St Monans an der Küste der schottischen Council Area Fife.

## Geschichte
Die Burg stammt vermutlich aus dem 13. Jahrhundert, da der nachmalige König Alexander III. als Kind einige Zeit hier verbracht hat. Aus dieser ersten Bauphase sind noch Teile des Gewölbekellers ganz im Süden des Geländes vorhanden, die allerdings keinen Anhaltspunkt für eine Datierung bieten.
Im 16. Jahrhundert erfolgte eine Erweiterung des Blocks nach Norden mit einem Rundturm an der Nordostecke. In der dritten Bauphase wurde Ende des 16. Jahrhunderts auf dem Erdgeschoss aus der zweiten Bauphase ein Haus errichtet, das einen Treppenturm zum Hof hatte. Ebenfalls wurden die Kellerräume abgeändert. Diese Arbeiten wurden im Auftrag des damaligen Eigners, der Familie Sandilands, durchgeführt, die die Burg im 15. Jahrhundert durch Heirat erworben hatten.
In einer vierten Bauphase im ausgehenden 17. Jahrhundert wurden Haus und Turm um ein Stockwerk erhöht und der Hof durch eine Mauer geteilt. Vermutlich wurde diese Bauphase vom damaligen Besitzer, David Leslie, beauftragt. David Leslie machte sich englischen Bürgerkrieg und in den Kriegen der drei Königreiche einen Namen und wurde anschließend 1661 zum Lord Newark erhoben.
Ende des 19. Jahrhunderts zeigte sich der bekannte Reeder und Kunstsammler Sir William Burrell aus Glasgow an der Burgruine interessiert. Er beauftragte Sir Robert Lorimer mit einem Plan für die Restaurierung, aber der damalige Eigner der Anwesens, ein Herr Baird aus Elie, wollte nicht verkaufen.
Teile der Burg waren noch bis ins 19. Jahrhundert bewohnt. Der Turm wurde auf der Seite des Hauses angeschnitten, um mehr Wohnraum zu erlangen. Dies führte Anfang des 20. Jahrhunderts zum Einsturz der Nordmauer des Turms. Küstenerosion sorgte im Laufe der letzten Jahrzehnte für weitere Zerstörungen.

## Beschreibung
Der Rundturm hatte fünf Stockwerke und ein Kellergeschoss. Er hatte einen Durchmesser von 7,5 Metern und seine Mauern waren bis zu 2,2 Meter dick, ihre Dicke nahm aber nach oben hin ab. In der Ost- und Westmauer des Kellers befanden sich runde Öffnungen, die in einem Graben führten, der aber später verfüllt wurde. Die Öffnungen in den Mauern des Turms wurden bei den zahlreichen Umbauten mehrfach verändert.
Eine Küche mit großer, offener Feuerstelle wurde später in den Nordteil des östlichen Erdgeschosses eingebaut. Den Boden der Küche bildete gewachsener Fels.
Im 1. Obergeschoss befand sich der Rittersaal. Er lag direkt über der Küche und hatte eine Fläche von 6,2 Meter (in Nord-Süd-Richtung) × 5 Meter (in Ost-West-Richtung). Der Saal hatte zwei offene Kamine, einen direkt über dem der Küche, der andere, viel kleinere, an der Südwand.
Im Süden und Westen des Hauptgebäudes gab es einen, durch eine Kurtine gebildeten Hof.
Die Ruine von Newark Castle gilt als Scheduled Monument.